# Pentafluoruro di antimonio
Il pentafluoruro di antimonio è il composto inorganico binario dell'antimonio pentavalente con il fluoro, avente formula molecolare SbF5.
In condizioni ambiente è un liquido incolore molto viscoso, che fuma all'aria, igroscopico, sensibile all'umidità dell'aria e facilmente idrolizzabile.
In questo composto l'antimonio è al suo massimo stato di ossidazione, +5. È noto soprattutto per le sue caratteristiche di forte acido di Lewis che può unirsi a specie neutre dando addotti, o catturare anioni a dare complessi anionici molto stabili: con lo ione fluoruro (F−) produce l'altrettanto importante ione esafluoroantimoniato SbF6−, uno degli anioni complessi meno coordinanti e, in quanto tale, apprezzato in chimica organometallica e inorganica in genere.
Per la sua forza come acido di Lewis viene inoltre utilizzato, in soluzione di acido fluoridrico, per la preparazione del cosiddetto acido fluoroantimonico, un mezzo che è un superacido di Brønsted tra i più forti che si conoscano. Parimenti, in soluzione di acido fluorosolforico (FSO3H), forma il cosiddetto "acido magico", un altro mezzo superacido che permise la formazione in soluzione di carbocationi stabili e il loro studio. SbF5 è però anche un ossidante e un fluorurante (vide infra).

## Proprietà e struttura molecolare

Struttura di SbF_{5} allo stato liquido

Il pentafluoruro di antimonio è un composto termodinamicamente molto stabile: ΔHƒ° = -(1.327,95 ± 0,93) kJ/mol. SbF5 è un composto molecolare nonostante che la differenza di elettronegatività tra F e Sb sia notevole, pari a 1,93 sulla scala Pauling, che è un valore appena superiore alla soglia per la ionicità del legame (Δχ > 1,8).
La molecola, presente come tale essenzialmente solo nella fase vapore (insieme a dimeri, trimeri e oligomeri), è ipervalente ed ha struttura a bipiramide trigonale, con simmetria D3h; questo è in accordo sia con una ibridazione sp3d di Sb che con le previsioni del modello VSEPR per una molecola del tipo AX5.
Allo stato liquido (che è molto viscoso, a volte descritto come sciropposo) le molecole SbF5 si associano a formare specie oligomere nelle quali sono presenti ottaedri SbF6, con due fluori a ponte che collegano due centri Sb vicini.
Allo stato cristallino si formano tetrameri ciclici di formula (SbF5)4 e formula di struttura [SbF4(μ-F)]4. Le distanze Sb–F con i fluori a ponte nell'anello a otto termini Sb4F4 sono circa 202 pm; per gli altri fluori non condivisi la distanza Sb–F è più corta, circa 182 pm.
Da notare che SbF5 è il primo dei pentaalogenuri del gruppo dell'azoto che negli stati condensati non è monomero ed è seguíto in questo da quello del bismuto. Infatti, le specie pentafluoruro di fosforo (PF5) e pentafluoruro di arsenico (AsF5) sono monomeriche anche allo stato liquido e solido, probabilmente perché, essendo l'atomo centrale più piccolo, un aumento del numero di coordinazione da 5 a 6 comporterebbe eccessive repulsioni tra i fluori nella sfera di coordinazione. Il pentafluoruro di bismuto (BiF5) in condizioni ambiente è un solido polimerico lineare, -[F-(BiF4)-]n.

## Sintesi
Il pentafluoruro di antimonio fu preparato per la prima volta da Otto Ruff e Wilhelm Plato nel 1904, facendo reagire pentacloruro di antimonio con acido fluoridrico anidro:
{\displaystyle {\ce {SbCl5 \ + \ 5HF -> SbF5 \ + \ 5HCl}}}
Si può preparare anche da trifluoruro di antimonio e fluoro:
{\displaystyle {\ce {SbF3\ +\ F2->SbF5}}}

## Reattività
Il pentafluoruro di antimonio è un composto estremamente reattivo, forte acido di Lewis ed energico fluorurante e ossidante.

### Come acido di Lewis
Il pentafluoruro di antimonio è un acido di Lewis molto potente, più potente di AsF5, e questo più di PF5; in particolare, è un forte accettore di ioni fluoruro, formando l'anione molto stabile esafluoroantimoniato, [SbF6]−, del quale si conoscono svariati sali con cationi metallici semplici, ma anche cationi molecolari, come [O2]+, [XeF]+, [Br2]+, [ClF2]+ e [NF4]+.
Da SbF5 si possono formare specie anioniche anche più complesse: dato che l'anione [SbF6]− è comunque una base di Lewis, sebbene molto debole, esso può ulteriormente reagire con SbF5 formando [Sb2F11]− (cioè: [F5Sb–F–SbF5]–):
{\displaystyle {\ce {SbF5 \ + [SbF6]^{-}-> [Sb2F11]^{-}}}}
Questo può reagire ancora con un'altra molecola di SbF5 dando  [Sb3F16]−. In tal modo si producono anioni meno basici e meno coordinanti rispetto all'esafluoroantimoniato. Di questi ulteriori anioni si conoscono, ad esempio, i «sali» [BrF4]+[Sb2F11]− e [IF6]+[Sb3F16]−.

#### Come acido di Lewis per la formazione di superacidi di Brønsted
La formazione e la stabilità di [SbF6]− è alla base dell'utilizzo del pentafluoruro di antimonio per la generazione di superacidi. Miscele di pentafluoruro di antimonio e acido fluoridrico sono note come acido fluoroantimonico, un mezzo superacido tra i più forti noti, in grado di protonare anche basi estremamente deboli come gli idrocarburi:
{\displaystyle {\ce {SbF5\ +\ 2HF\leftrightarrows [SbF6]^{-}\ +\ [H2F]^{+}}}}
Il valore limite della funzione acidità di Hammett per questo sistema superacido è H0 = -28.
Un altro superacido, noto come acido magico, si ottiene con miscele di pentafluoruro di antimonio e acido fluorosolforico:
{\displaystyle {\ce {SbF5\ +\ 2HSO3F\leftrightarrows [H2SO3F]^{+}\ +\ [F5SbOSO2F]^{-}}}}
Per questo sistema si arriva ad avere H0 = -23. L'aggiunta alla soluzione di anidride solforica fa aumentare un po' l'acidità del mezzo, che comunque anche così non raggiunge il livello ottenibile con la miscela SbF5/HF.

#### Come acido di Lewis per reazioni con altre specie attive
Altre reazioni che evidenziano la tendenza ad accettare ioni fluoruro sono:
{\displaystyle {\ce {SbF5\ +\ NF3\ +\ F2->\ [NF4]^{+}[SbF6]^{-}}}}
dove SbF5 si comporta da acido di Lewis polarizzando la molecola F2, e il risultato è anche una fluorurazione ossidativa di NF3 (N+3  →  N+5) che non si ha da NF3 e F2 da soli, [NF4]+F− non esiste.
Per confronto, nella reazione seguente si comporta solo da accettore di ioni fluoruro, As non viene ossidato:
{\displaystyle {\ce {SbF5\ +\ AsF3->\ [AsF2]^{+}[SbF6]^{-}}}}
Analogamente, il pentafluoruro di antimonio può servire ad aumentare il potere ossidante del fluoro per arrivare ad ossidare l'ossigeno (O0  →  O+1/2):
{\displaystyle {\ce {2SbF5\ +\ F2\ +\ 2O2->2[O2]^{+}[SbF6]^{-}}}}
La grande affinità del pentafluoruro di antimonio per lo ione fluoruro ha permesso anche di realizzare la prima reazione chimica che porta alla formazione di fluoro elementare, molto interessante da un punto di vista teorico, sebbene non dal punto di vista pratico:
{\displaystyle {\ce {4SbF5\ +\ 2K2MnF6->4KSbF6\ +\ 2MnF3\ +\ F2}}}
La specie MnF4 che si forma come intermedio dopo la perdita di due ioni fluoruro da K2MnF6 , presi da SbF5, è troppo instabile e si decompone espellendo un atomo di fluoro. Questa reazione complessiva costituisce una risposta positiva al problema chimico di poter ossidare il fluoro presente in fluoruri (F−1  →  F0) con mezzi puramente chimici, senza ricorrere a mezzi di 'forza bruta', quale può essere l'elettrolisi. Qui SbF5, operando da acido di Lewis, serve ad ottenere un fluoruro instabile (MnF4), dopodiché l'ossidazione di F−1 in esso contenuto è ad opera dell'atomo metallico in Mn(IV) che di conseguenza si riduce a Mn(III).

### Come fluorurante e ossidante
Lo zolfo può essere ossidato con pentafluoruro di antimonio usando un solvente sufficientemente inerte come l'anidride solforosa (SO2):
{\displaystyle {\ce {S8\ +\ 3SbF5->\ [S8^{2+}][SbF6^{-}]2\ +\ SbF3}}}
Come fluorurante, il pentafluoruro di antimonio è spesso usato in miscela col pentacloruro di antimonio (SbCl5), principalmente per diminuirne sensibilmente l'alta viscosità; in questo modo, ad esempio, dal cloruro di tionile (O=SCl2) e dall'ossicloruro di fosforo (O=PCl3) si ottengono rispettivamente fluoruro di tionile (O=SF2) e O=PFCl2.

## Sicurezza
Il pentafluoruro di antimonio è un composto chimico pericoloso. È tossico per inalazione, ingestione e contatto. È fortemente corrosivo per la pelle e per i metalli non è classificato come cancerogeno. È tossico per gli organismi acquatici e provoca danni a lungo termine per l'ambiente acquatico.